# PARM1地雷

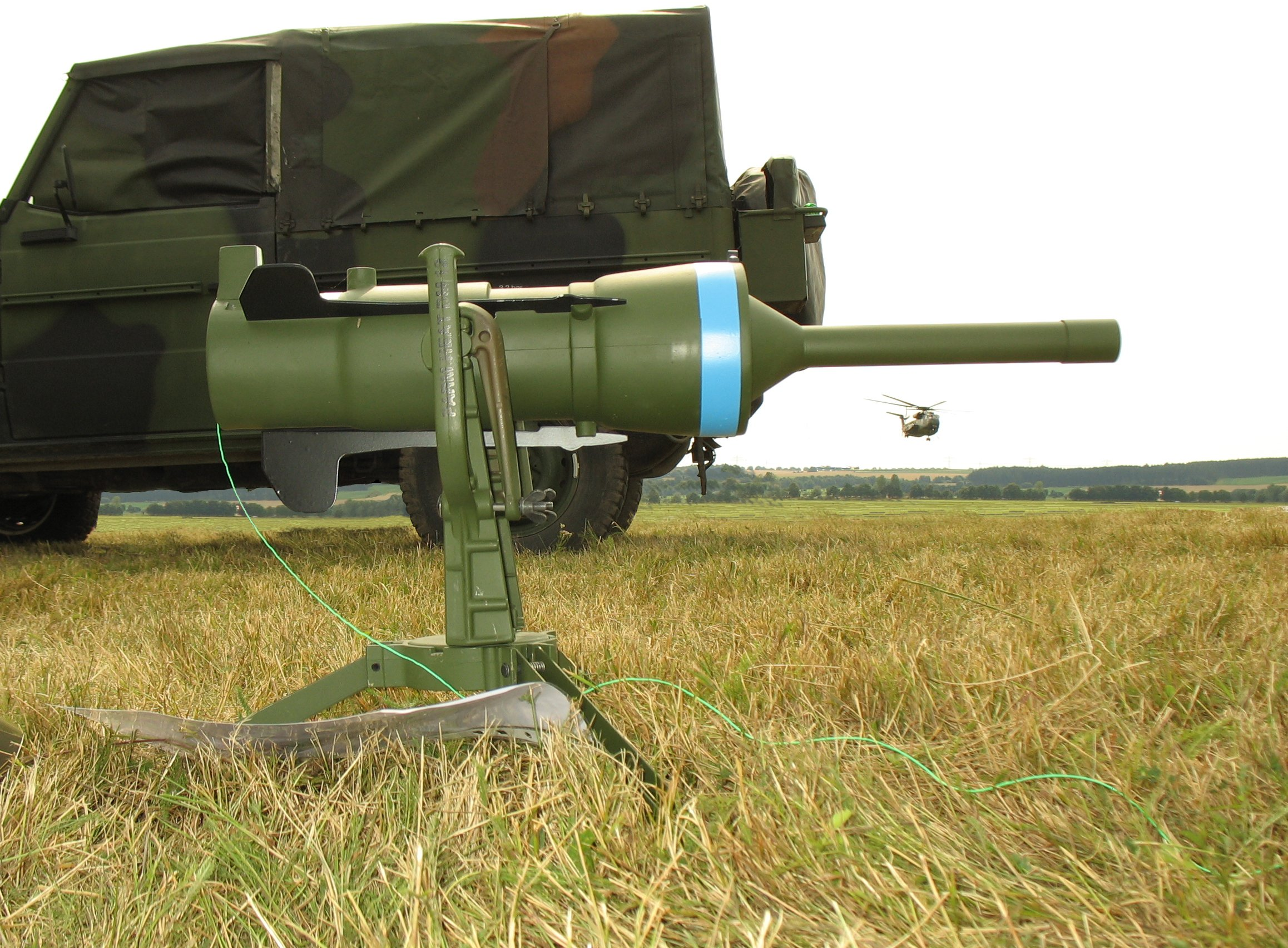
PARM1地雷の演習弾

PARM1地雷（PARM1じらい）又はDM12は、ドイツで開発された対戦車地雷。PARMはPanzerabwehrrichtmine（対戦車指向性地雷）を意味する。ワイヤーにより車両を検知すると、弾体を発射し、飛翔する弾体により車両を攻撃する。
冷戦期の1980年代に、西ドイツで開発された兵器であり、1991年から1994年にかけて25,000基が製造された。PARM1の特徴として、三脚架の上に横向きに弾体を置いた形状をしている。三脚架は周囲360度、仰角90度から俯角45度までの角度を取ることができる。管制起爆のほか、車両などにより設置した光ファイバーのワイヤーが切断されると起爆する。弾体の実用射程は40m。起爆後、弾体は発射され、飛翔後、車両側面へと攻撃を行う。改良型のPARM2も開発された。